# Tiago Tomás
Tiago Barreiros de Melo Tomás (Cascais, 16 de junio de 2002) es un futbolista portugués. Su posición es la de delantero y su club es el VfB Stuttgart de la 1. Bundesliga de Alemania.

## Trayectoria
Tras haber empezado su carrera en el Sporting de Lisboa, el 30 de enero de 2022 fue cedido con opción de compra al VfB Stuttgart hasta el 30 de junio de 2023. Finalizada la cesión siguió jugando en Alemania después de ser traspasado al VfL Wolfsburgo. En este equipo militó un par de campañas y el 16 de agosto de 2025 regresó al VfB Stuttgart con un contrato de cuatro años.

## Estadísticas

### Clubes
Actualizado al último partido jugado el 9 de mayo de 2025.
| Club | Div.          | Temporada     | Liga  | Liga  | Copas nacionales(1) | Copas nacionales(1) | Copas internacionales(2) | Copas internacionales(2) | Total | Total | Media goleadora(3) |
| Club | Div.          | Temporada     | Part. | Goles | Part.               | Goles               | Part.                    | Goles                    | Part. | Goles | Media goleadora(3) |
| --- | ------------- | ------------- | ----- | ----- | ------------------- | ------------------- | ------------------------ | ------------------------ | ----- | ----- | ------------------ |
| Sporting C. P. Portugal | 1.ª           | 2019-20       | 5     | 0     | 0                   | 0                   | 0                        | 0                        | 5     | 0     | 0                  |
| Sporting C. P. Portugal | 1.ª           | 2020-21       | 30    | 3     | 5                   | 1                   | 2                        | 2                        | 37    | 6     | 0.16               |
| Sporting C. P. Portugal | 1.ª           | 2021-22       | 13    | 0     | 6                   | 3                   | 5                        | 0                        | 24    | 3     | 0.13               |
| Sporting C. P. Portugal | Total club    | Total club    | 48    | 3     | 11                  | 4                   | 7                        | 2                        | 66    | 9     | 0.14               |
| VfB Stuttgart · Alemania | 1.ª           | 2021-22       | 14    | 4     | ―                   | ―                   | ―                        | ―                        | 14    | 4     | 0.29               |
| VfB Stuttgart · Alemania | 1.ª           | 2022-23       | 29    | 3     | 4                   | 1                   | ―                        | ―                        | 33    | 4     | 0.12               |
| VfL Wolfsburgo · Alemania | 1.ª           | 2023-24       | 26    | 1     | 3                   | 2                   | ―                        | ―                        | 29    | 3     | 0.1                |
| VfL Wolfsburgo · Alemania | 1.ª           | 2024-25       | 32    | 6     | 4                   | 0                   | ―                        | ―                        | 36    | 6     | 0.17               |
| VfL Wolfsburgo · Alemania | Total club    | Total club    | 58    | 7     | 7                   | 2                   | 0                        | 0                        | 65    | 9     | 0.14               |
| VfB Stuttgart · Alemania | 1.ª           | 2025-26       | 0     | 0     | 0                   | 0                   | 0                        | 0                        | 0     | 0     | 0                  |
| VfB Stuttgart · Alemania | Total club    | Total club    | 43    | 7     | 4                   | 1                   | 0                        | 0                        | 47    | 8     | 0.17               |
| Total carrera | Total carrera | Total carrera | 149   | 17    | 22                  | 7                   | 7                        | 2                        | 178   | 26    | 0.15               |
| (1) Incluye datos de Copa de Portugal, Copa de la Liga de Portugal, Supercopa de Portugal y Copa de Alemania. (2) Incluye datos de Liga de Campeones de la UEFA y Liga Europa de la UEFA. (3) No incluye goles en partidos amistosos. |               |               |       |       |                     |                     |                          |                          |       |       |                    |

## Palmarés

### Títulos nacionales
| Título                      | Club           | País     | Año  |
| --------------------------- | -------------- | -------- | ---- |
| Copa de la Liga de Portugal | Sporting C. P. | Portugal | 2021 |
| Primeira Liga               | Sporting C. P. | Portugal | 2021 |
| Supercopa de Portugal       | Sporting C. P. | Portugal | 2021 |
| Copa de la Liga de Portugal | Sporting C. P. | Portugal | 2022 |